# Гузи (присілок)
Гузи (рос. Гузи) — присілок в Новгородському районі Новгородської області Російської Федерації.
Населення становить 37 осіб. Входить до складу муніципального утворення Тьосово-Нетильське сільське поселення.

## Історія
Від 2004 року входить до складу муніципального утворення Тьосово-Нетильське сільське поселення.

## Населення
1. Н/Д[2]